# Tris(2-cloroetil)amina
Tris(2-cloroetil)amina ou triclormetina é uma arma química, sendo um dos compostos chamados pelo nome mostarda de nitrogênio. Esta substância tem exportação controlada pelo governo brasileiro